# 우라베 다로
우라베 다로(일본어: 卜部 太郎, 1977년 7월 11일 ~ )는 일본의 전 축구 선수이다.

## 구단 경력
1996년 J1리그의 세레소 오사카에 입단했다. 1998년까지 23경기에 출전. 1999년 J2리그의 몬테디오 야마가타로 이적했다. 2000년부터 2008년까지 로치데일 로버스에서 뛰었다.